# Le Tréport
Le Tréport település Franciaországban, Seine-Maritime megyében. Lakosainak száma 4417 fő (2022. január 1.). Le Tréport Mers-les-Bains, Étalondes, Eu és Flocques községekkel határos.

## Népesség
A település népességének változása:
| Lakosok száma | 5116 | 4935 | 4994 | 4870 | 4723 | 4582 | 4441 | 4424 | 4417 |
|               | 2013 | 2015 | 2016 | 2017 | 2018 | 2019 | 2020 | 2021 | 2022 |